# Факторні доходи
Факторні доходи — це доходи факторів виробництва в процесі економічної діяльності. Включають дохід праці (оплату праці), доходи від капіталу (рента, відсотки, дивіденди, орендна плата), змішані доходи (доходи фермерів та осіб вільних професій, доходи від індивідуальної трудової діяльності).
За факторами виробництва стоять певні групи людей: за «працею» — працівники, за «землею» — землевласники (не має значення приватник або держава), за «капіталом» — його власники, за «підприємницькою діяльністю» — організатори виробництва, управлінці. Кожна з груп претендує на певну частку в загальному доході: власник робочої сили отримує дохід у формі заробітної плати, власник землі — ренту, власник капіталу — процент, підприємець — прибуток від своєї підприємницької діяльності. Те, що є доходом для власника фактора виробництва, виступає як витрата для покупця (споживача) цього фактора.

## Факторні доходи в мікроекономіці
Відповідно до видів економічних ресурсів розділяються факторні доходи (доходи на фактори виробництва, або на ресурси, які вже задіяні в економічному процесі):
1. Рента (у вигляді орендної плати) — дохід на природні ресурси (землю).
2. Процент — дохід на капітал, капітальні блага.
3. Заробітна плата (оплата праці) — дохід від продажу праці.
4. Прибуток — винагорода за підприємницький ризик.

Власинками економічних ресурсів є домогосподарства, отже вони є отримувачами факторних доходів.

## Факторні доходи в макроекономіці
Сукупність факторних доходів національної економіки складає національний дохід — один з показників Системи національних рахунків.

## Критика
Кембриджська суперечка про капітал, яка тривала серед видатних економістів з середині 1950-х до середини 1970-х років, оголила теоретичні протиріччя в економічній науці, була продемонстрована нездатність маржиналізму та кейнсіанства пояснити природу і розмір прибутку на капітал у макроекономічному вимірі. З'ясувалось, що факторні доходи капіталу не діють у відповідності з механізмами доходів інших факторів виробництва, що розмір капіталу неможливо виміряти для цілей розподілу результату виробництва між факторами, тому такий розподіл завжди буде помилковим, а в науковому сенсі завжди неможливим.